# Shota Kimura
Shota Kimura (木村 勝太 Kimura Shota?, nacido el 17 de octubre de 1988 en Tokio) es un exfutbolista japonés. Jugaba de defensa y su último club fue el Grulla Morioka de Japón.

## Trayectoria

### Clubes
| Club                | País  | Año         |
| ------------------- | ----- | ----------- |
| Ventforet Kofu      | Japón | 2007 - 2008 |
| Matsumoto Yamaga FC | Japón | 2009 - 2011 |
| Kataller Toyama     | Japón | 2012 - 2014 |
| Grulla Morioka      | Japón | 2015        |

## Estadística de carrera

### J. League
| Club            | Año   | J. League | J. League | Copa J. League | Copa J. League | Total | Total |
| Club            | Año   | Part.     | Goles     | Part.          | Goles          | Part. | Goles |
| --------------- | ----- | --------- | --------- | -------------- | -------------- | ----- | ----- |
| Ventforet Kofu  | 2007  | 7         | 0         | 0              | 0              | 7     | 0     |
| Ventforet Kofu  | 2008  | 13        | 1         | -              | -              | 13    | 1     |
| Kataller Toyama | 2012  | 35        | 3         | -              | -              | 35    | 3     |
| Kataller Toyama | 2013  | 32        | 3         | -              | -              | 32    | 3     |
| Kataller Toyama | 2014  | 28        | 1         | -              | -              | 28    | 1     |
| Grulla Morioka  | 2015  | 26        | 1         | -              | -              | 26    | 1     |
| Total           | Total | 141       | 9         | 0              | 0              | 141   | 9     |